# Bajo control
«Bajo control» es una canción del grupo musical argentino Rata Blanca, perteneciente a su quinto álbum de estudio titulado Entre el cielo y el infierno (1994).
Está interpretada por Mario Ian (ex-Alakran), quien había reemplazado a Barilari tras su salida del grupo para formar junto a Hugo Bistolfi (que también había partido de la banda, siendo reemplazado por Javier Retamozo) la agrupación Alianza.

## Detalles
La canción tiene un sonido más crudo y agresivo que el que solía utilizar Rata Blanca en sus discos anteriores, estilo que venía adquiriendo el grupo desde su EP titulado El libro oculto. Existe también una versión en portugués de la canción junto a «Jerusalén», ubicada en un álbum llamado Canciones buscadas del año 2004.
Su letra habla sobre los distintos tipos de conflictos que azotan al mundo, y acusa a los gobiernos y a muchos medios de comunicación de tener a las mentes de las personas "bajo control".

## Video musical
En el video musical se puede ver a la nueva formación de Rata Blanca interpretando la canción en un campo desértico mientras se combinan imágenes de militares, ciudades en conflictos bélicos, aparecen Benito Mussolini, Jorge Rafael Videla y Adolf Hitler dando un discurso, caballerías de guerra, entre otras cosas.

## Integrantes
- Walter Giardino: Guitarrista líder.
- Mario Ian: Cantante.
- Sergio Berdichevsky: Guitarra rítmica.
- Gustavo Rowek: Baterista.
- Guillermo Sánchez: Bajista.
- Javier Retamozo: Tecladista.